# Park Jae-hyuk (E-Sportler)
Park „Ruler“ Jae-hyuk (kor. 박재혁; * 29. Dezember 1998) ist ein professioneller südkoreanischer E-Sportler im Computerspiel League of Legends. Er spielt auf der Position des AD Carry. Zu seinen größten Erfolgen zählen unter anderem der Weltmeistertitel mit Samsung Galaxy 2017, der Erste Platz beim Mid-Season Invitational 2023 mit JD Gaming sowie der Gewinn der Goldmedaille mit der südkoreanischen Auswahl bei den (pandemiebedingt 2023 ausgetragen) Asienspielen 2022. 

## Karriere

### Durchbruch in die Weltspitze mit Samsung Galaxy

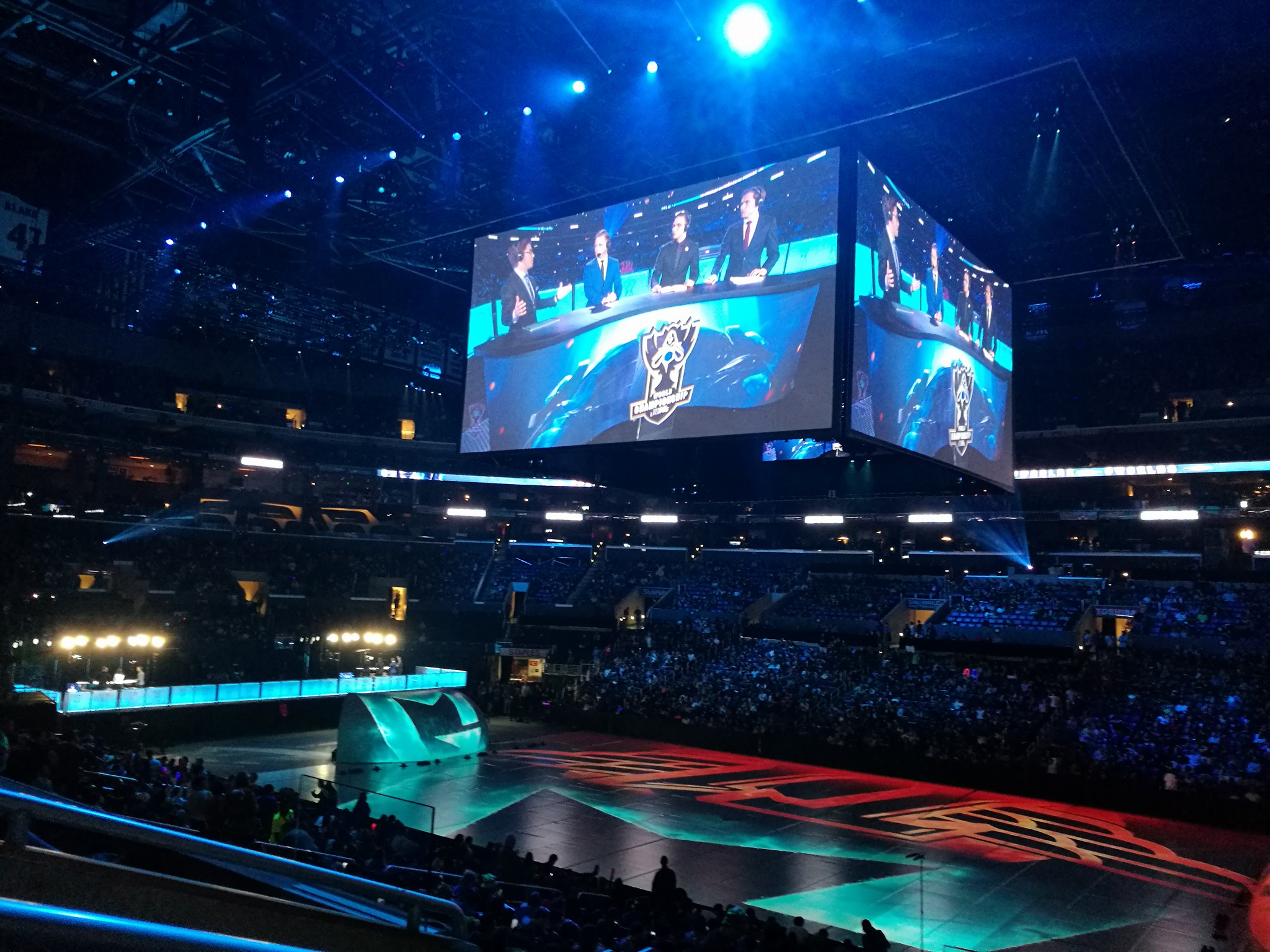
Finale der League-of-Legends-WM 2016 im Staples Center, Los Angeles

Die Profikarriere von Park Jae-hyuk (Nickname: Ruler) in der südkoreanischen LCK begann Mitte 2016 bei Samsung Galaxy. Zuvor spielte er bereits in der zweiten Division (Challengers Korea) für das Team Stardust.
In seiner ersten Saison gelang seinem Team direkt die Qualifikation für die Weltmeisterschaft 2016. Samsung überstand die Gruppenphase sicher und zog mit 3:0-Siegen über Cloud 9 (Nordamerika) und H2k-Gaming (Europa) ins Finale ein. Im südkoreanischen Duell um den Titel unterlag Rulers Mannschaft knapp mit 2:3 gegen den Titelverteidiger SK Telecom T1.
Auch im Jahr darauf gelang es Samsung Galaxy sich durch vordere Platzierungen in der LCK als einer der südkoreanischen Vertreter für die WM zu qualifizieren. Wie schon im Vorjahr kam es im Finale zum Aufeinandertreffen mit SK Telecom T1, nachdem Samsung zuvor im Viertelfinale Longzhu Gaming (Südkorea) und im Halbfinale Team WE (VR China) bezwingen konnte. Im Gegensatz zu 2016 gewann Samsung Galaxy dieses Mal das Finale deutlich mit 3:0. Mit dem Turniersieg gewann die Mannschaft auch über 1,7 Milion US-Dollar Preisgeld. Ruler erhielt die Auszeichnung des wertvollsten Spielers des Finales.

### Zeit mit Gen.G Esports (Ende 2017 bis Ende 2022)
Nach Ende der Saison 2017 wurde die gesamte League-of-Legends-Mannschaft von Samsung Galaxy von einem südkoreanisch/US-amerikanischen Joint Venture (CEO: Kevin Chou) aufgekauft. Das neuformierte Team trug zunächst für einige Monate den Namen KSV Esports, bevor es in Gen.G Esports umgetauft wurde.
Mit Gen.G gelang Ruler 2018 erneut die Qualifikation für die WM. Vor heimischem Publikum schied das Team jedoch bereits in der Gruppenphase aus und konnte nur eines von sechs Spielen für sich entscheiden. Im Jahr darauf verpasste das Team die Qualifikation für internationale Turniere gänzlich. 2020 zeigte die Formkurve von Gen.G wieder nach oben: nach Platz zwei (Frühling) bzw. drei (Sommer) in der LCK erreichte das Team bei der WM das Viertelfinale. Dort unterlag man jedoch dem europäischen Team G2 Esports klar mit 0:3. 
Auch 2021 belegte Gen.G in der LCK wieder Platz zwei im Frühling und Platz drei im Sommer. Beim Saisonhöhepunkt stieß das Team dieses Mal bis ins Halbfinale vor. Dort unterlag das Team um Park Jae-hyuk gegen den späteren Weltmeister EDward Gaming mit 2:3. 2022 sollte für Ruler das letzte Jahr mit Gen.G werden. Nach Platz zwei im Frühling gewann Ruler in der LCK-Sommersaison seinen ersten nationalen Titel und wurde zudem als wertvollster Spieler geehrt. Bei der WM zog das Team wie schon im Vorjahr ins Halbfinale ein.  

### Wechsel nach China und Asienspiele
Ende 2022 wechselte Ruler zu JD Gaming (JDG) in die chinesische Profiliga (LPL). 2023 sollte eines der erfolgreichsten in Rulers Karriere werden: JDG konnte sowohl im Frühling als auch im Sommer den nationalen LPL-Titel gewinnen. Im Frühling wurde Ruler zudem mit einer Auszeichnung als Finals MVP geehrt. Auch international überzeugte JD Gaming und entschied das Mid-Season Invitational mit einem 3:1-Finalsieg über Bilibili Gaming für sich. 
Nach drei Titeln in Folge wurde Ruler ausgewählt, sein Land bei den (pandemiebedingt erst im September 2023 ausgetragen) Asienspielen 2022 zu vertreten. League of Legends war eine der E-Sport-Disziplinen die 2023 offiziell ins Programm der Asienspiele aufgenommen wurden. (Bei den Asienspielen 2018 war E-Sport noch als Demonstrationssportart außerhalb des offiziellen Programms klassifiziert. Bereits 2018 spielte Ruler für das südkoreanische Team, das Platz zwei belegte.) Durch einen 2:0-Finalsieg über die Auswahl von Chinesisch Taipeh gelang Südkorea 2023 der Gewinn der Goldmedaille. Durch den Erfolg wurde es für die beteiligten südkoreanische Athleten zudem möglich eine Befreiung vom Wehrdienst im koreanischen Militär zu erhalten. Wenige Wochen später bei der WM 2023 konnte Ruler seine Siegessträhne nicht weiter fortsetzen, da er mit seinem Team im Halbfinale dem späteren Weltmeister T1 mit 1:3 unterlag. Park Jae-hyuk erhielt 2023 eine Nominierung als Bester E-Sport-Athlet bei den The Game Awards.
Nachdem JD Gamings größter Erfolg im Kalenderjahr 2024 lediglich ein dritter Platz in der LPL Frühlingssaison war und die Qualifikation für die WM verpasst wurde, beendeten Spieler und Team die Zusammenarbeit.